# Mario Tovar González
Mario Tovar González (15 de agosto de 1933 – 15 de diciembre de 2011) fue un luchador mexicano que compitió en cinco ocasiones consecutivas en los Juegos Olímpicos y en cuatro ocasiones en los Juegos Panamericanos y en los Juegos Centroamericanos. Fue cuatro veces medallista de oro en los Juegos Centroamericanos.

## Juventud

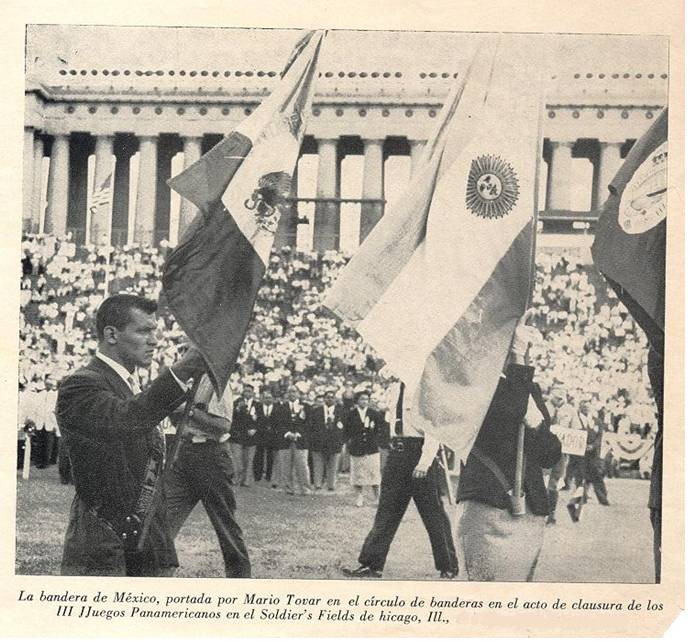
Abanderado de la delegación mexicana III Juegos Panamericanos de Chicago 1959.

Se interesó por la práctica deportiva desde muy temprana edad ya que sus padres eran profesores de educación física. Su padre, también de nombre Mario Tovar, practicó la lucha en su juventud, pero posteriormente se dedicó a los deportes acuáticos, en especial a los clavados y es conocido por haber sido entrenador del clavadista y medallista olímpico mexicano Joaquin Capilla.
En 1950 ingresó al Heroico Colegio Militar, con la intención de seguir la carrera de oficial de infantería. Allí conoció a Alejandro Quiroz Gálvez, quien lo invitó a participar en el equipo de lucha. Compitió en cinco Juegos Olímpicos consecutivos desde 1952 hasta 1968.

## Logros deportivos
Con solo dos años de práctica logró ser campeón nacional de México en su categoría y fue seleccionado para participar en sus primeros Juegos Olímpicos en 1952 en Helsinki, Finlandia. Retuvo el campeonato nacional por 20 años consecutivos y compitió en los Juegos Olímpicos de 1956, 1960, 1964 (finalizando en séptimo lugar) y 1968. Fue abanderado de la delegación deportiva mexicana que participó en los Juegos Panamericanos de Chicago 1959. Paralelamente estudió la carrera de profesor de educación física en la Escuela Nacional de Educación Física y posteriormente fue catedrático y entrenador de lucha de la misma. 

## Medidas
- 169 cm de altura
- 67 kg de peso